# スピリット 未知への冒険
『スピリット 未知への冒険』（原題：Spirit Untamed）は2021年に公開されたのアニメーション映画。監督はエレイン・ボーガン、主演はイザベラ・メルセードが務めた。本作は2002年に公開された映画『スピリット』とネットで配信されているアニメ『スピリット: 自由に駆け抜けて』のスピンオフである。

## 概略
ラッキー・プレスコットは冒険心に満ちた少女だったが、叔母のコーラはそんな彼女に対して複雑な思いを抱えていた。ラッキーの母親、ミラグロは怖いもの知らずの馬術パフォーマーで、その腕前も一流だったが、演技中の事故で命を落としてしまった。コーラは「ラッキーがのびのび育っているのは喜ばしいが、その気質故にミラグロと同じ運命を辿るのではないか」と心配していたのである。
やがて、ラッキーは父親のジムと同居することになり、コーラと一緒にアメリカ西部の田舎町にやって来た。ラッキーの目には田舎のありとあらゆるものが退屈に映ったが、一つだけ彼女の関心を引いたものがあった。それは気性の荒い一頭の野生馬であった。ラッキーはその野生馬に自分と通じるものを感じ、スピリットと名付けて徐々に絆を深めていった。そして、乗馬を通して同年代の友人（プルーとアビゲイル）を作ることもできた。そんなある日、ラッキーは盗賊団がスピリットとその仲間たちに目をつけていることを知った。ラッキーはプルーやアビゲイルと共に盗賊団に立ち向かっていったが、期せずして、その戦いの中で亡き母の想いを知ることになった。

## 声の出演
※括弧内は日本語吹替。
- フォルトゥナ・エスペランザ・プレスコット（ラッキー）：イザベラ・メルセード（牧野由依）
- ジェームズ・プレスコット：ジェイク・ジレンホール（武田太一）
- プルデンス・グレンジャー（プルー）：マーサイ・マーティン（庄司宇芽香）
- アビゲイル・ストーン：マッケナ・グレイス（佐藤亜美菜）
- コーラ・プレスコット：ジュリアン・ムーア（本間佐智子）
- ヘンドリックス：ウォルトン・ゴギンズ（土田大）
- ミラグロ・ナヴァロ＝プレスコット：エイザ・ゴンザレス
- アル・グレンジャー：アンドレ・ブラウアー（蓮岳大）
- スニップス・ストーン：ルシアン・ペレス

## 製作・音楽
2019年10月7日、『スピリット: 自由に駆け抜けて』の映画版の製作が進められていると報じられた。なお、本作の製作中、新型コロナウイルス感染症が猛威を振るうという事態に見舞われたが、全ての作業をリモート化することでこの難局を乗り切ることができた。
2020年7月29日、エイミー・ドハティが本作で使用される楽曲を手掛けるとの報道があった。2021年5月7日にはイザベラ・メルセードとエイザ・ゴンザレスが歌う劇中歌『Fearless』が、21日にはベッキー・Gが歌う『You Belong』がシングルとして発売された。28日、バック・ロット・ミュージックが本作のサウンドトラックを発売した。

## マーケティング・興行収入
2020年11月10日、本作のタイトルが『Spirit Untamed』に決定したとの発表があった。2021年4月1日、本作のオフィシャル・トレイラーが公開された。6月4日、本作は全米3211館で封切られ、公開初週末に610万ドルを稼ぎ出し、週末興行収入ランキング初登場4位となった。

## 評価
本作に対する批評家の評価は平凡なものに留まっている。映画批評集積サイトのRotten Tomatoesには92件のレビューがあり、批評家支持率は45%、平均点は10点満点で5.4点となっている。サイト側による批評家の見解の要約は「子供たちは楽しめるかもしれないが、『スピリット・アンテイムド』は凡庸な作品である。そこに野生馬を思わせるほどのエネルギーはない。」となっている。また、Metacriticには20件のレビューがあり、加重平均値は48/100となっている。なお、本作のCinemaScoreはAとなっている。